# Piramerd
Tawfeq Mahmoud Hamza (kurdiska: تۆفیق مەحموود ھەمزە) eller Piramerd, född  1867 i Sulaymaniyya, död 19 juni 1950 i samma stad, var en kurdisk poet, författare och journalist.